# Ulfeldtové
Ulfeldtové (též jako Uhlefeldt nebo Ulefeld apod.) je jméno starobylého vyhaslého dánského šlechtického rodu. V letech 1635 a 1641 získali členové rodu hraběcí titul. Rod byl známý svým vlivem v 16. a 17. století v domovském Dánsku, ale také v českých zemích.

## Historie rodu

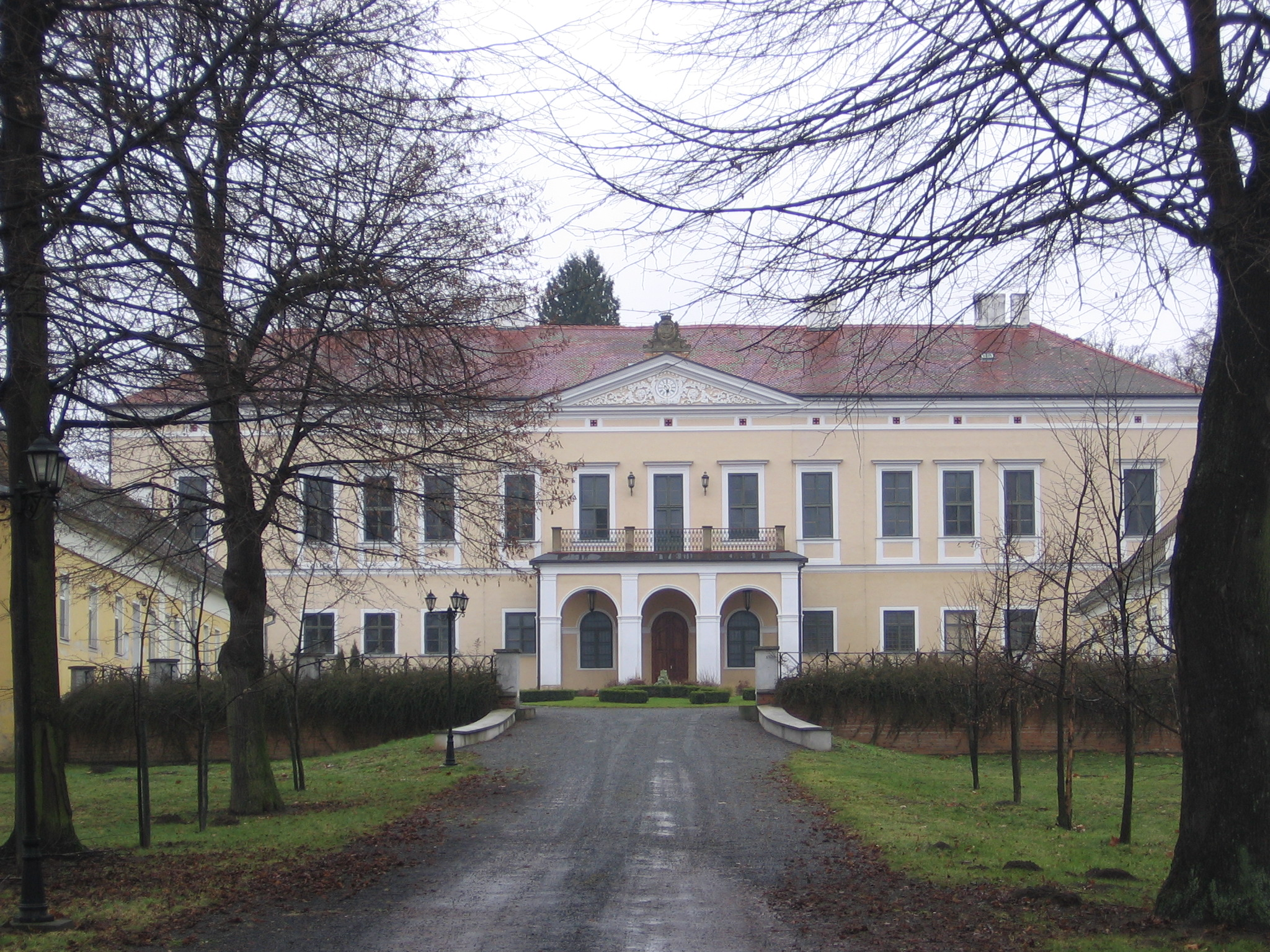
Zámek Brodek u Prostějova, hlavní sídlo Antonína Corfitze z Ulfeldu v letech 1733–1766.

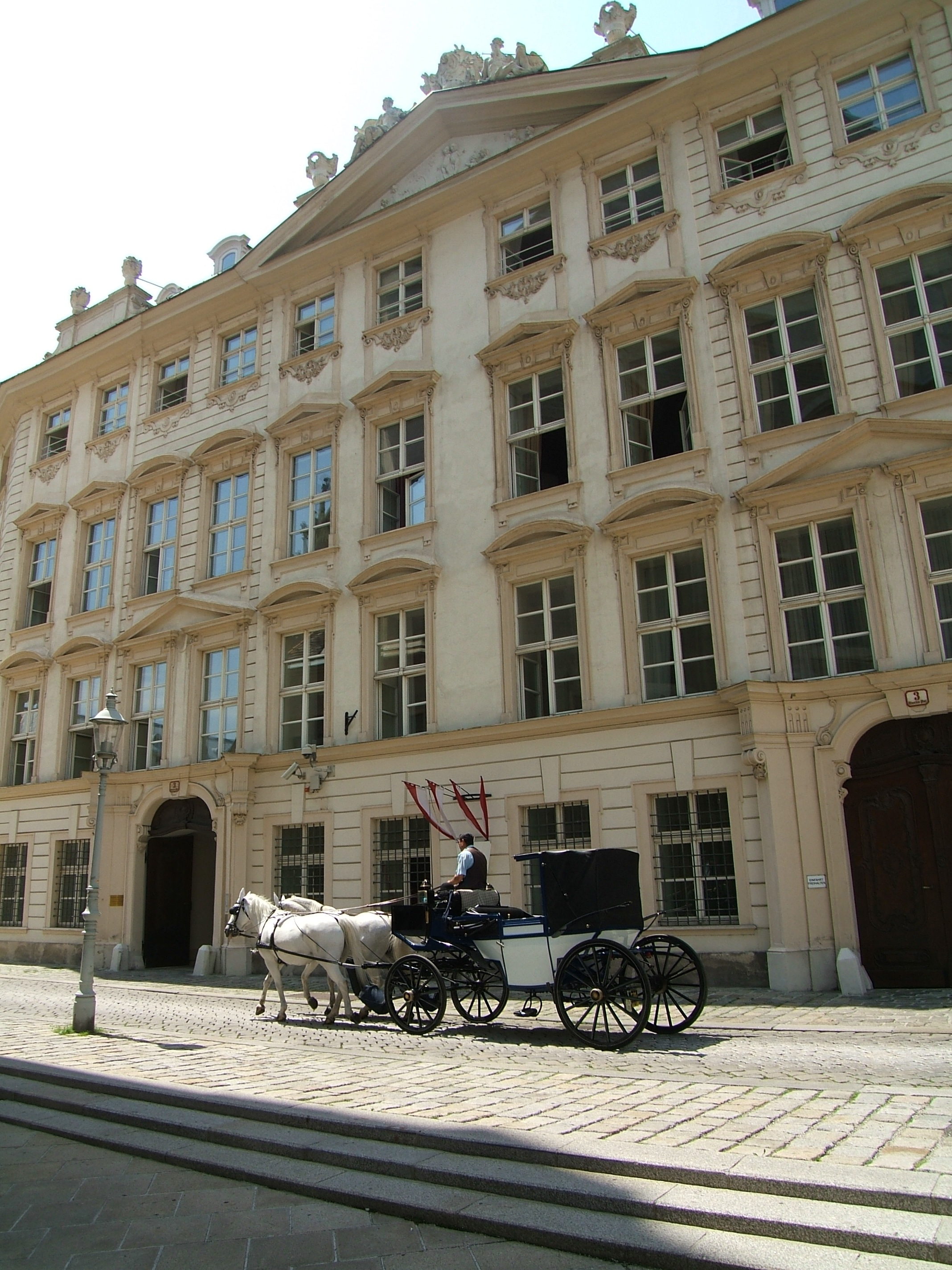
Palác Ulfeldů ve Vídni

Rod Ulfeldtů je doložen nejdříve v roce 1186, kdy je v darovací listině krále Knuda Valdemarsena zmiňován jistý Strange, jehož syn Petr Strangesen († 1241), ženatý s Ingeborg, dcerou generála Esberna Snarea, nesl v roce 1230 rodový erb. Jeho bratr Niels Strangesen, o němž není téměř nic známo, byl otcem velkobaliva Absalona Nielsena († 1305), který v roce 1284 používal pečeť s rodovým erbem Ulfeldtů.
Říšský dvorský hofmistr, říšský hrabě Korfic z Ulfeldtu (1606-1664) získal panství Choustníkovo Hradiště a v roce 1641 byl přijata do stavu říšského hraběte. Korfic z Ulfeldtu byl ženatý s Eleonorou Kristýnou (1621-1698), s níž měl deset dětí, včetně kanovníka, hraběte Kristiána z Ulfeldtu (1637-1688) a císařského generála a komorníka, Lea z Ulfeldtu (1651-1716), jehož syn, dvorský a státní kancléř, říšský hrabě Antonín Corfitz z Ulfeldu (1699-1769), na Golčově Jeníkově, Brodku atd. byl posledním mužským potomkem rodu.
Znak měl zpočátku podobu berana či koně, v 16. století však rod poprvé přijal do svého erbu červeného valravna, mytického havrana (napůl orla, napůl vlka).
Rod se spojil s Thun-Hohensteiny, Lobkovici, Sinzendorfy, Valdštejny

## Osobnosti rodu
- Petr Strangesen Ulfeldt († 1241)
- Helena Pedersdatter Strange (1200?–1255?), švédská královna, manželka Knuta II. pocházela rodu Ulfeldtů
- Korfic z Ulfeldtu (1606-1664), dánský státník
- Marie Markéta z Ulfeldtu (1619–1694), praprababička dánského krále Kristiána IV.
- Kristián z Ulfeldtu (1637-1688)
- Leo z Ulfeldtu (1651-1716), císařský generál a komorník
- František Antonín z Ulfeldtu (1711-1743),
- Antonín Corfitz z Ulfeldu (1699–1770), ministr zahraničí Habsburské monarchie
- Anna Marie Alžběta z Ulfeldtu, provdaná za Jiřího Kristiána z Valdštejna-Wartenbergu byla babičkou portugalského krále Ferdinanda II. a uherské šlechtičny Marie Antonie Koháryové prababičkou princů Filipa a Augusta Sasko-Kobursko-Gothajského
- Marie Vilemína Anna Josefa z Thunu a Hohenštejna, rozená z Uhlfeldtu (1744-1800), klavíristka[1], ve Vídni vedla významný hudebně-intelektuální salon a podporovala Wolfganga Amadea Mozarta a Ludwiga van Beethovena.[2]